# Hans Schmidt

Barrio de Neubühl en Zúrich (1930-1932), de Hans Schmidt, Rudolf Steiger, Max Ernst Haefeli, Werner Max Moser, Emil Roth, Carl Hubacher y Paul Artaria

Hans Schmidt (Basilea, 10 de diciembre de 1893-Soglio, 18 de junio de 1972) fue un arquitecto racionalista suizo. 

## Trayectoria
Estudió en la Universidad Técnica Real de Baviera y la Escuela Politécnica Federal de Zúrich, donde fue alumno de Karl Moser y de Hans Bernoulli. Entró a trabajar en el estudio de este último en 1919, donde colaboró en el proyecto de ciudad-jardín de Freidorf in Muttenz, cerca de Basilea. Poco después pasó una estancia en Rótterdam, donde trabajó con Michiel Brinkman, lo que le permitió conocer los métodos neerlandeses de diseño de vivienda social de tipo racional y de aprovechamiento de los nuevos recursos tecnológicos, especialmente el hormigón armado.
En el estudio de Bernoulli conoció a Paul Artaria, con el que se asoció entre 1926 y 1930. Durante este corto período de tiempo el tándem Artaria-Schmidt produjo numerosas obras notables, muchas de ellas de carácter experimental, como el taller del pintor Willi Wenk en Riehen (1926), que puso de manifiesto el principio de la planta extensible y el esqueleto portante, así como ilustró los beneficios de la prefabricación en la construcción en madera; la villa Colnaghi en Riehen (1927), donde combinaron el esqueleto de acero y las losas de hormigón celular prefabricadas; y la villa Schaeffer (1927-1929), que diseñaron como un módulo medianero que se podía repetir en hileras. Fueron autores también de las viviendas para madres solteras de Basilea (1928-1930) y los asentamientos cooperativos de Eglisee en Basilea (1929-1930).
En 1927 participaron en la distribución interior y amueblamiento de las casas proyectadas por Ludwig Mies van der Rohe para la exposición Weißenhofsiedlung de Stuttgart. En 1928 fueron miembros fundadores del CIAM (Congreso Internacional de Arquitectura Moderna), fundado en el castillo de La Sarraz en Suiza.
Entre 1930 y 1932 los dos socios intervinieron en la construcción de la nueva urbanización tipo Werkbundsiedlung del barrio de Neubühl en Zúrich (1930-1932), junto a Emil Roth, Max Ernst Haefeli, Werner Max Moser, Carl Hubacher y Rudolf Steiger, un claro ejemplo de viviendas colectivas de carácter popular como los elaborados en Alemania, con un trazado de casas unifamiliares adosadas en hilera.
Pese a lo efímero de su colaboración, la sociedad de Artaria y Schmidt supuso un hito en la historia del Movimiento moderno por sus proyectos racionales y realistas, especialmente sus prototipos de viviendas y sus conjuntos de colonias de viviendas de diseño económico y funcional, los cuales tuvieron una amplia difusión a través de revistas como ABC, que editaba el propio Schmidt junto a Mart Stam, El Lissitzky y Emil Roth.
Tras su separación, Schmidt se unió al equipo de Ernst May que viajó a la Unión Soviética entre 1930 y 1937, donde colaboró en diversos proyectos de vivienda social y de planificación de nuevas ciudades, como la de Orsk en Ucrania. Entre 1956 y 1969 residió en Berlín Este, donde fue arquitecto jefe del Instituto de Estandarización de la Construcción y director del Instituto de Teoría e Historia de la Arquitectura de la Academia de Arquitectura de la República Democrática Alemana.